# ولادیمیر کبیر
ولادیمیر کبیر (به نروژی باستان:Valdamarr Sveinaldsson؛ روسی:Влади́мир, Vladimir؛ اوکراینی:Володимир, VolodymyrY؛ بلاروسی:Уладзiмiр, Uladzimir; سال ۹۵۸ – ۱۵ ژوئیه ۱۰۱۵ میلادی) شاهزاده ولیکی نووگورود، شاهزاده بزرگ کی‌یف و فرمانروای روس کیف از ۹۸۰ تا ۱۰۱۵ میلادی بود.
او که پس از مرگ پدرش به عنوان شاهزاده ولیکی نووگورود برگزیده شده بود، در سال ۹۷۲ میلادی مجبور شد به اسکاندیناوی بگریزد؛ زیرا یکی از برادرانش، یاروپولک، سر به شورش برداشت و باقی برادران را به قتل رسانید. یاروپولک توانست روس کیف را نیز از برادر دیگرش، اولگ، پس بگیرد. ولادیمیر در سوئد با کمک شاه نروژ، ارتشی بزرگ ترتیب داده و ولیکی نووگورود را از یاروپولک گرفت؛ سپس، در ۹۸۰ میلادی، ناحیه روس کیف را نیز متصرف گردید و فرمانروای کلیه ملت روس و اسلاو شد.
ولادیمیر قلمرو دولت خویش را از اوکراین کنونی تا دریای بالتیک گستراند و با قبایل شرقی و بلغارها جنگید. او اگرچه در اصل کافر محسوب می‌شد اما در ۹۸۸ میلادی به دعوت امپراتوری بیزانس، به مسیحیت ارتدکس گروید و فرایند مسیحی‌سازی مردم روس کیف را آغاز نمود.